# Braise
Cet article possède un paronyme, voir Breizh.
Cet article concerne le charbon ardent. Pour le roman de Grazia Deledda, voir Braises.

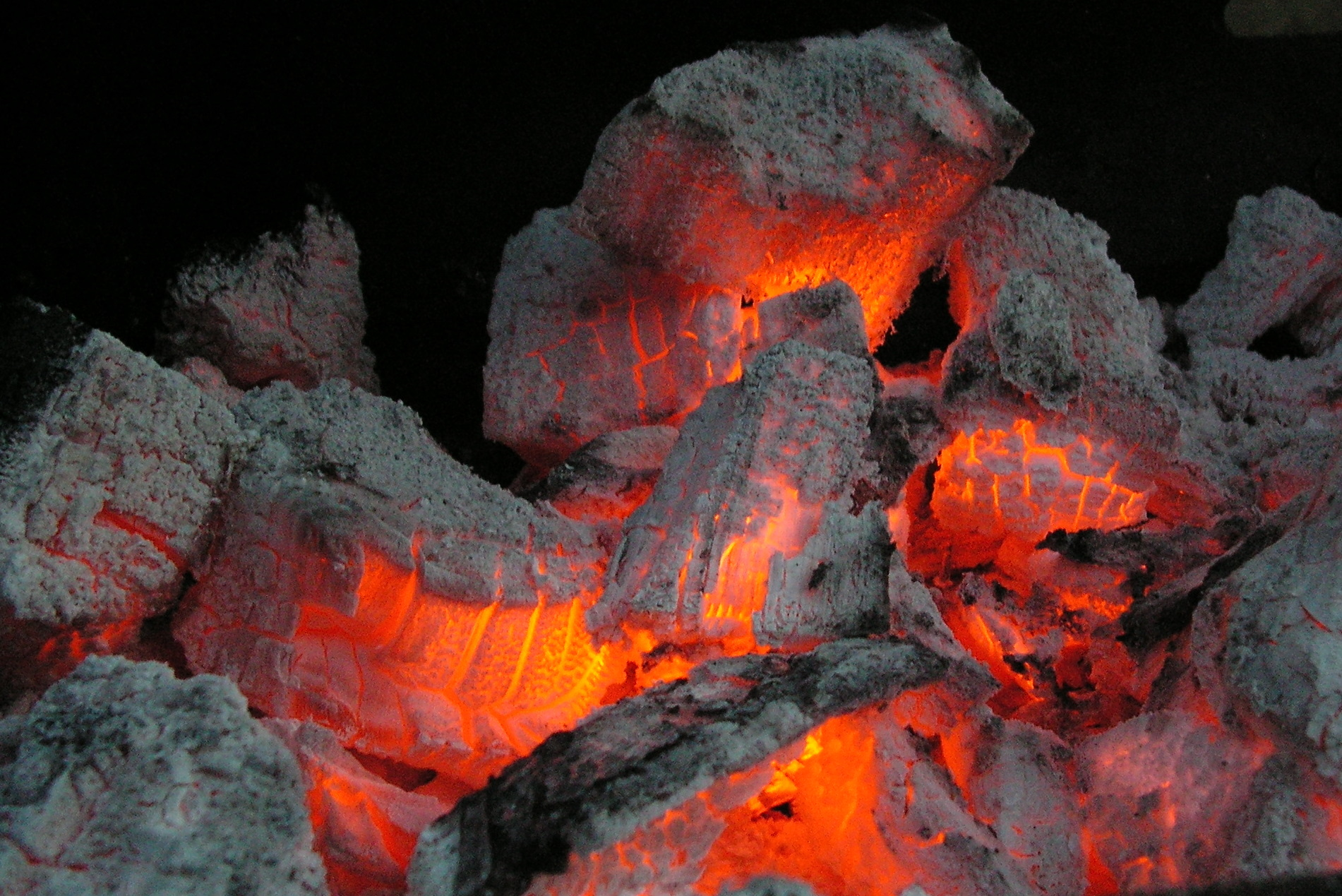
Braises de charbon.

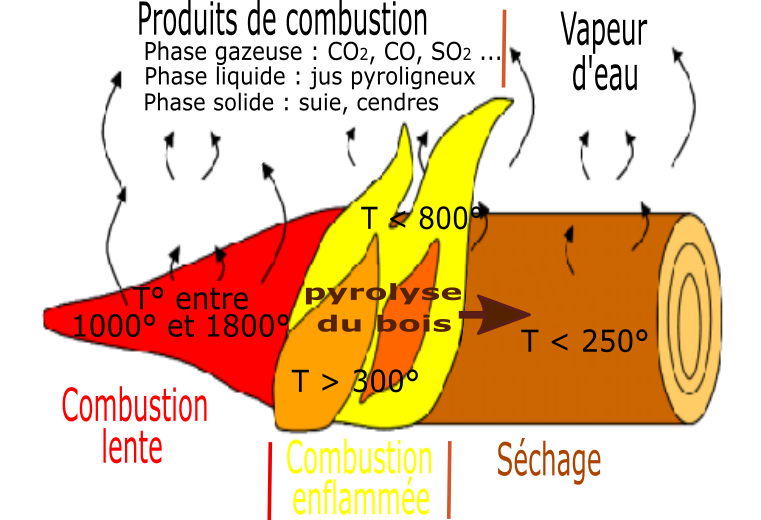
Schéma de combustion du bois : combustion vive avec flammes et combustion lente avec braises incandescentes.

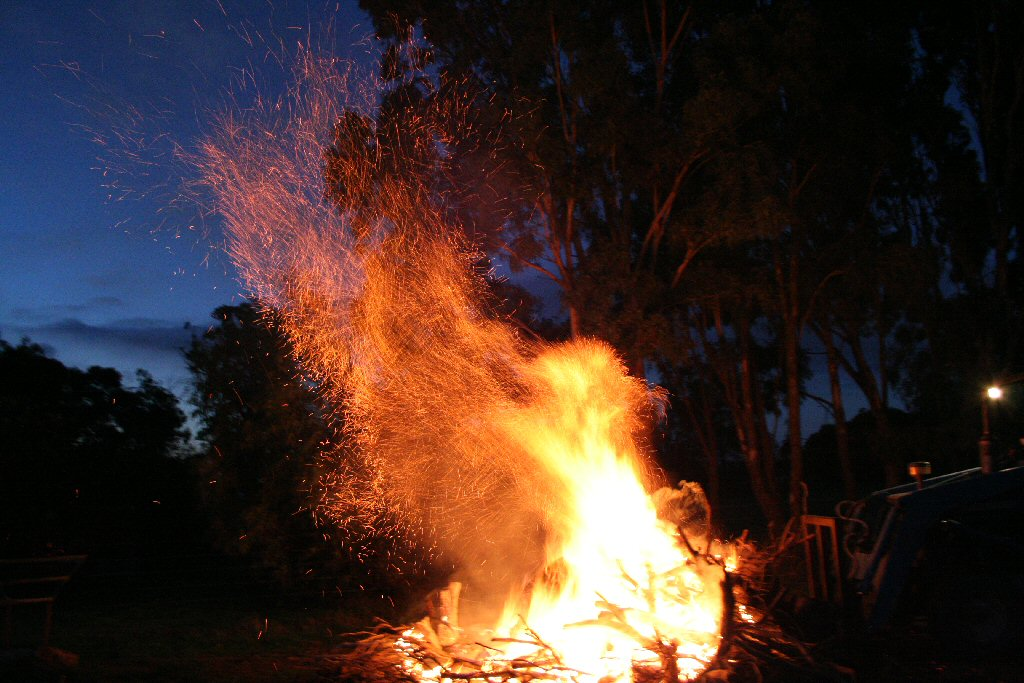
En Australie, un feu dont le vent disperse de nombreuses braises.

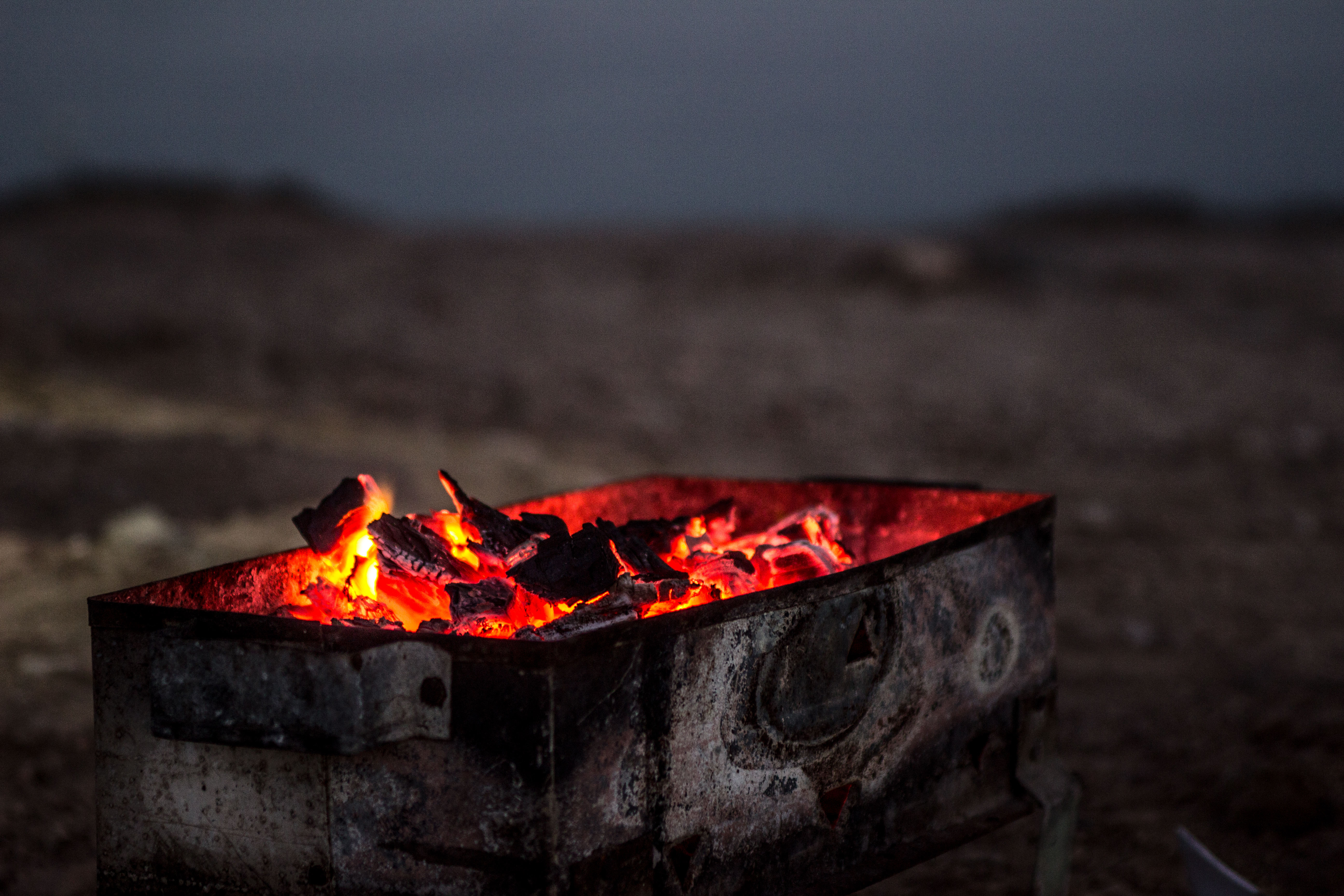
Braises de Charbon de bois utilisées pour la cuisson.

Les braises sont des charbons ardents issus de la combustion de bois, de charbon, ou d'un autre matériau constitué de carbone porté à haute température. Cette phase de combustion particulière suit une combustion primaire qui est moins chaude.
Un matériau solide formant des braises est appelé matériau braisant.
Les braises peuvent atteindre des températures très élevées car il n'y a plus de fractions volatiles (endothermiques). Elles émettent une quantité de chaleur importante longtemps après l'extinction des flammes et peuvent ranimer un feu apparemment éteint, représentant ainsi un danger d'incendie dans certaines circonstances. Pour éviter ce risque, il est recommandé de verser de l'eau ou de la terre sur les braises et de rester vigilant. Les braises sont responsables de très nombreuses reprises de feux de forêt car elles peuvent repartir plus de 48 heures après extinction.
Les braises rayonnent une chaleur plus homogène et constante que les flammes d'un feu. Elles sont souvent utilisées en cuisine pour trois raisons différentes :  
- Leur combustion ne dégage que du CO2 (ou presque). Les fumées ne sont quasiment pas toxiques, alors que ce n'est pas le cas des combustions primaires. Nous avons tous en tête les usages du type barbecues et tourne-broche mais là, quand les aliments sont directement en contact, il y a des fumées toxiques.
- Pour les cuissons à surveiller, avant le XIXe siècle, toutes les ménagères cuisaient sur la braise mais avec une poêle (ou une casserole ou un chaudron). Pour surveiller ces mijotages, il est beaucoup plus agréable d'être sur la braise ; toutes les cuisines comportaient un potager c'est-à-dire un peu comme une cuisinière à braises. La ménagère n'était pas gênée par les salissures goudronnantes de la combustion primaire et par les longues flammes.
- La puissance était contrôlable par le réglage de l'air primaire ou par la mise en place d'une pierre d'ardoise d'interface.

Les braises émettent alors de la lumière suivant leur température (des braises orange sont plus chaudes que des braises de couleur rouge sombre).
Lorsque le combustible a été entièrement consumé, il ne reste plus que les résidus non combustibles qu'il contenait : les cendres. Elles sont formées des éléments métalliques présents dans le bois ou le charbon et oxydés lors de la combustion (oxydes de calcium, de potassium…). Les cendres contiennent aussi des grains de carbone non brûlés qui sont des petites braises éteintes avant de brûler complètement et qui donnent aux cendres une couleur grise. Si on place des cendres dans un feu violent, elles en ressortent quasiment blanches.
Une escarbille est un morceau de braise incomplètement brûlé et que l’on retrouve dans les fumées.